# Ásta Árnadóttir
Ásta Árnadóttir, född 9 juni 1983, är en isländsk fotbollsspelare. Hon spelar i Tyresö FF och för Islands landslag. 

## Meriter
Valur
- Isländsk mästare: 2004, 2006, 2007 och 2008
- Isländsk cupmästare: 2008